# Elliotomyia
Elliotomyia — рід серпокрильцеподібних птахів родини колібрієвих (Trochilidae). Представники цього роду мешкають в Андах. Раніше їх відносили до роду Амазилія (Amazilia) або Андійський колібрі (Leucippus), однак за результатами молекулярно-філогенетичного дослідження 2014 року вони були переведені до новоствореного роду Elliotomyia, названого на честь американського орнітолога Даніеля Жиро Елліота.

## Види
Виділяють два види:
- Колібрі білочеревий (Elliotomyia chionogaster)
- Колібрі зеленохвостий (Elliotomyia viridicauda)